# Hipoclorit de bari
L'hipoclorit de bari és un compost químic del grup de les sals, constituït per anions hipoclorit {\displaystyle {\ce {ClO-}}} i cations bari {\displaystyle {\ce {Ba^{2+}}}}, la qual fórmula química és {\displaystyle {\ce {Ba(ClO)2}}}. L'hipoclorit de bari és presenta en forma de sòlid cristal·lí de color blanc o transparent i densitat major que la de l'aigua. Irrita la pell, els ulls i les mucoses si hi estant en contacte. També és tòxic per ingestió. Accelera la combustió de les substàncies combustibles. Explota en contacte amb la calor. Reacciona amb els àcids amb despreniment de clor {\displaystyle {\ce {Cl2}}}. Forma mescles explosives quan se'l mescla amb material combustibles, que es veuen potenciades si hi ha metalls o composts d'amoni.